# Beavertown Brewery
Beavertown Brewery är ett brittiskt bryggeri baserat i Tottenham, London.
Bryggeriet grundades 2011 av Logan Plant i källaren till restaurangen Duke's Brew & Que. År 2013 flyttade man till Stour Road, Hackney Wick, London men fortsatte att brygga på samma bryggverk (Dryga 1000 liter, 6BBL) som tidigare. År 2014 tog expansionen av bryggeriet dem vidare till Tottenham, norra London. I samband med den flytten inköptes större bryggverk. 
Sedan 2018 äger Heineken en okänd andel aktier i bryggeriet. Affären tillkännagavs i juni 2018. 40 miljoner pund uppgavs affären vara värd och dessa pengar användes till nytt bryggverk och nytt besökscentrum. Det nya bryggeriet har en potentiell kapacitet på 45 miljoner liter öl per år. Logan Plant fortsätter som VD för företaget-